# Huixtocihuatl
Huixtocihuatl dans la mythologie aztèque, est une déesse de la fertilité et surtout déesse du sel et de l'eau salée. Elle est la sœur ainée des Tlaloques et de Tlaloquetotontli ainsi que la fille de Tlaloc et Chalchiuhtlicue.

## Mythologie
Bernardino de Sahagún la présente comme la sœur aînée des Tlaloques. Malheureusement, elle gagna un jour leur courroux en se moquant de leurs habits. Ils la poursuivirent alors et la bannirent dans des eaux salées. C'est là qu'elle découvrit le sel et inventa la méthode pour l'extraire.

## Divinités associées
Huixtocihuatl était considéré comme une déesse nourricière avec Chicomecoatl et Chalchiuhtlicue. Les trois étaient des sœurs qui, ensemble, fournissaient à l'homme trois éléments essentiels à la vie: le sel, la nourriture et l'eau.
Dans le Codex Telleriano-Remensis, Huixtocihuatl est associée à la déesse Ixcuina, qui représentait la crasse et les excréments. Cette relation suggère que Huixtocihuatl était probablement associé à l'urine, considérée comme salée et impure. Son association avec les dieux fournisseurs n'était pas nécessairement positive et son association avec l'urine et la crasse n'était pas nécessairement négative. Au lieu de cela, les Aztèques considéraient que tous les éléments naturels du monde étaient nécessaires au maintien de l'équilibre.

## Iconographie
Le Primeros Memoriales, un manuscrit écrit par Bernardino de Sahagún avant son codex florentin, contient une description de Huixtocihuatl associée à une illustration. Les Aztèques croyaient que l’essence d’une divinité pouvait être capturée par un représentant humain, ou ixiptla, du dieu. Le Primeros Memoriales illustre donc et décrit l'apparence de l'ixiptla de la déesse Huixtocihuatl, qui incarnait la déesse du sel. La description de Sahagún suit de près son illustration associée, en disant:

« Sa peinture pour le visage est jaune./ Sa couronne en papier porte une crête de plumes de quetzal./ Ses bouchons d'oreille sont en or./ Son écusson a le motif de l'eau./ Sa jupe a le motif de l'eau./ Ses petites clochettes. / Ses sandales./ Elle le bouclier a la forme du nénuphar./ Dans sa main est son bâton de roseau »

Dans le Codex florentin, Sahagún développe sa description de Huixtocihuatl, décrivant l'apparence de la divinité capturée par l'imitatrice. Sahagún compare sa peinture, son costume et ses plumes au visage à un plant de maïs. Il déclare :

« Sa peinture et ses ornements étaient de couleur jaune. C'était fait d'ocre jaune ou de fleurs de maïs jaunes. Et elle portait son bonnet de papier avec des plumes de quetzal en forme de pampille de maïs. Il était fait de nombreuses plumes de quetzal, empli de plumes de quetzal, de sorte qu'il était recouvert de vert, ruisselant, luisant comme de précieuses plumes vertes. »

Sahagún décrit ensuite les autres caractéristiques remarquables de l'incarnation de Huixtocihuatl. Il fait remarquer que sa chemise et sa jupe étaient toutes les deux brodées d'un motif imitant l'eau. La bordure de sa chemise et de sa jupe avait un motif en nuage. Ces caractéristiques, plus étroitement liées à l'eau qu'au sel, peuvent refléter les liens familiaux de Huixtocihuatl avec les dieux de l'eau. Sahagún fait également remarquer que des cloches attachées à une peau d'ocelot étaient attachées à ses chevilles et à ses jambes. Ces cloches créaient une symphonie sonore quand elle marchait. Sahagún fournit en outre des détails sur les sandales, le bouclier et le bâton en roseau de la représentante de Huixtocihuatl. Son bouclier était recouvert d'un motif de feuille de nénuphar, orné de plumes de perroquet jaunes et que l'ixiptla le balançait quand elle dansait. Le bâton de roseau jouait également un rôle important pour l'ixiptla, car c'était ce qu'elle avait utilisait pour marquer le rythme des chansons pendant le festival en son honneur.

## Rituel

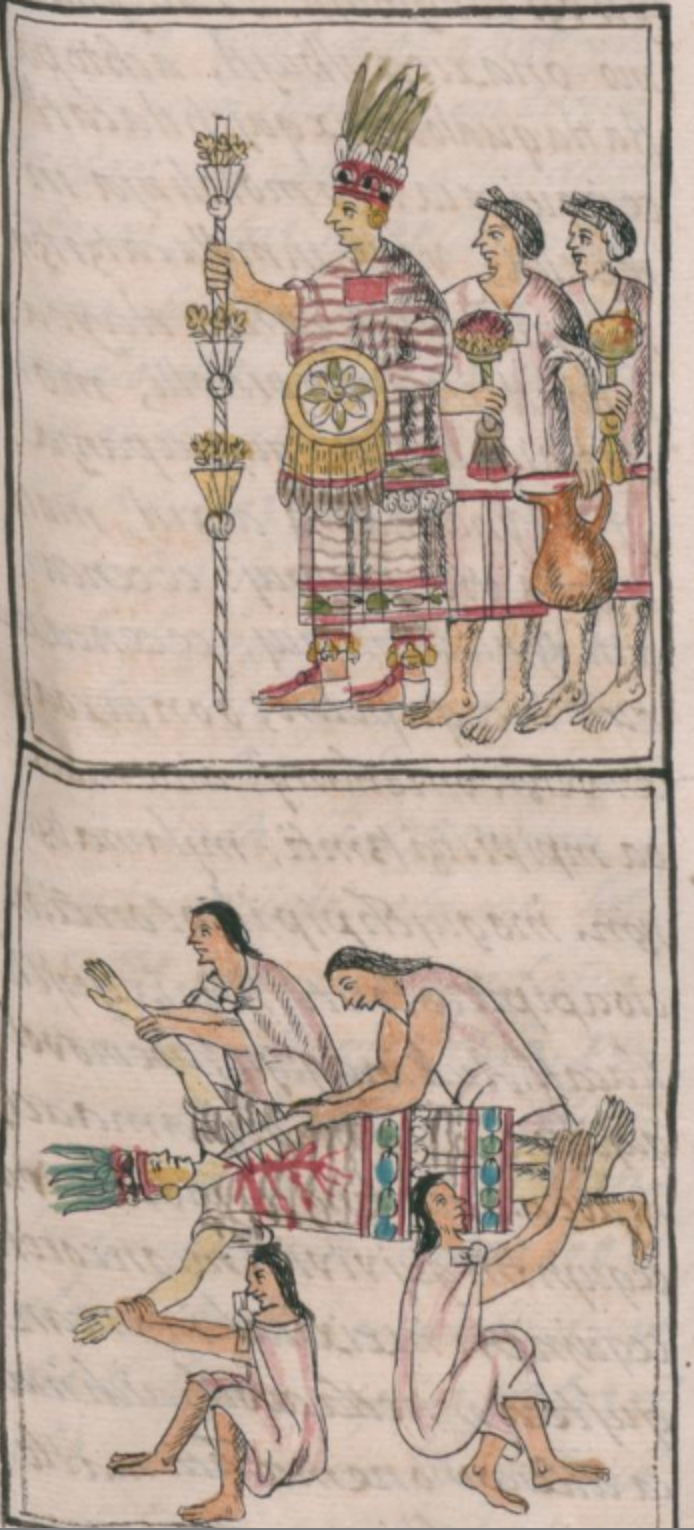
Le panneau supérieur illustre l'incarnation de Huixtocihuatl au sein d'une procession, celui du bas les prêtres en train de la sacrifier. Notez la ressemblance de l'ixiptla avec un plant de maïs en fleurs. 16e siècle, 2ème livre, chapitre 26 du Codex Florentin de Sahagún

Pendant le septième mois du calendrier aztèque, Tecuilhuitontli (correspondant au mois de juin), une fête était organisée en son honneur . Pendant le festival, une femme était considérée comme l'ixiptla ou l'incarnation de Huixtocihuatl. Cette femme était sacrifiée à la fin du festival.
Bernardino de Sahagún consacre le deuxième livre du Codex florentin à la description des diverses cérémonies des Aztèques. Le vingt-sixième chapitre de ce livre fournit des détails sur les cérémonies de Tecuilhuitontli, en mettant l'accent sur le festival en l'honneur de Huixtocihuatl. Les fabricants de sel honoreraient la divinité avec des danses qui duraient dix jours . Les filles des saliculteurs, et bien d’autres encore, se livraient à ces danses . Dans le codex florentin, Sahagún décrit l'éventail des participants au festival de Huixtocihuatl. Il écrit :

« Tous se sont rassemblés et ont pris place, les gens du sel et les saliculteurs - les vieilles femmes, les femmes mûres, les jeunes filles et les jeunes filles récemment matures. »

La danse jouait un rôle important durant les cérémonies de Tecuilhuitontli. Les danseuses se plaçaient en rangées et chantaient des chansons en un tremblement aigu. Sahagún fait remarquer que leurs voix « sonnaient comme une cloche ». Pendant que les femmes chantaient et dansaient, les hommes et les anciens dirigeaient les danseuses. Celles-ci portaient des guirlandes d'iztauhyatl, un type d'armoise, tandis que ceux qui assistaient au festival se contentaient de porter la fleur. Le chant et la danse en l'honneur de Huixtocihuatl se poursuivaient pendant dix jours et culminaient le dernier jour de célébrations de Tecuilhuitontli, lorsque des prêtres sacrifiaient l'ixiptla sur le sanctuaire dédié à Tlaloc dans le Temple Majeur. Les danseuses escortaient cet avatar de Huixtocihuatl au temple. Des captifs rejoignaient également la procession au temple pour être massacrés avec l'ixiptla. Les prêtres, ornés de plumes de quetzal, executaient d'abord les captifs. Sahagún souligne la signification du sacrifice des captifs dans ce rituel. Il a écrit que les captifs seraient :

« Ses compagnons, ses semblables dans la mort; qui devaient être les premiers, qui mourraient [les premiers]. »

Sahagún continue sa description du sacrifice de Huixtocihuatl avec des détails saisissants du massacre rituel. Ainsi, les prêtres utilisaient d'abord le museau pointu d'une épée pour lui couper le cou, puis la poitrine. Ensuite, les prêtres lui coupaient le cœur qu'ils élevaient en offrande avant de le ranger dans un bocal en pierre verte. Sahagún explique qu'après le sacrifice, les gens se dispersaient et célébraient alors la fin du festival avec des banquets. Tous ceux qui étaient affiliés au sel boiraient du vin. Sahagún décrit l'atmosphère de la nuit et souligne que les participants au festival étaient saouls au moment de s'endormir.